# イラン・ミッチェル＝スミス
イラン・ミッチェル＝スミス（Ilan Mitchell-Smith, 1969年6月29日 - ）は、アメリカ合衆国の俳優。　
2005年にテキサスA&M大学で博士号を取得して、現在はカリフォルニア州立大学ロングビーチ校の英語学部の准教授も務めている。

## 概説
日本においては入ってくる映画も少なく、主要作品で公開されたのはわずか3本であった。少年時代は本格的にアメリカン・バレエ・スクールでバレエをやっていた。10代から20代前半まではいわゆるアイドル映画的な青春映画中心に出演していたが、1990年代前半に限界を感じて一時期芸能界から遠のいていた。学者に転身したのち、『それいけ!ゴールドバーグ家』（第5シーズン）で俳優に復帰している。

## フィルモグラフィー

### 映画出演
- ワイルド・ライフ（1984年）日本未公開
- ときめきサイエンス（1985年）
- チョコレート・ウォー（1988年）
- 地底帝国の謎（1989年）

### テレビドラマ
- ザ・シークレット・ハンター（1985年 - 1988年）ゲスト出演。
- それいけ! ゴールドバーグ家 シーズン5（2017年 - 2018年）ゲスト出演。